# Niedobór
Niedobór – w ekonomii sytuacja, w której wielkość zapotrzebowania jest większa niż ilość oferowana przy bieżącej cenie rynkowej. W rachunkowości − ujawniona w toku inwentaryzacji ujemna różnica pomiędzy stanem rzeczywistym składników majątku jednostki gospodarczej, a ich stanem ewidencyjnym (wykazanym w księgach rachunkowych). 

## Podział niedoborów ze względu na przyczyny
- niedobory zawinione - stanowią należność lub roszczenie po ustaleniu osoby odpowiedzialnej za ich powstanie, np. pracownika.
- niedobory spowodowane wypadkami losowymi - powstają w wyniku zdarzeń nadzwyczajnych, nie przewidzianych przez osoby odpowiedzialne za stan majątku np. kradzieży, pożaru.
- niedobory w granicach norm - wynikają ze specyficznej i nieuniknionej skłonności danego składnika majątku do powstawania w nim ubytków naturalnych z powodu jego właściwości (np. psucie się towarów spożywczych)  lub czynności, jakie się z nim wykonuje (np. ubytki powstałe w wyniku rozsypywania mąki przy pakowaniu). Nie mogą przekraczać pewnych ustalonych limitów.
- niedobory niezawinione przekraczające normy - przewyższają limity określone na ubytki naturalne, jednak nie stwierdzono, że odpowiedzialnością za ich powstanie należy obarczyć konkretną osobę.
- niedobory pozorne - różnice wynikające z błędów popełnionych w toku ewidencji składników majątku, np. nie zaksięgowaniu rozchodów materiałów.